# Jordan Bardella
Pour les articles homonymes, voir Bardella.
Jordan Bardella ([ʒɔʁdan baʁdɛla]), né le 13 septembre 1995 à Drancy (Seine-Saint-Denis), est un homme politique français. Depuis 2021, il est président du Rassemblement national (RN), principal parti d'extrême droite en France.
Membre à partir de 2012 du Front national, devenu par la suite Rassemblement national, il devient assistant parlementaire en 2015. Il est porte-parole du parti de 2017 à 2019, membre de son bureau national depuis 2018, ainsi que directeur national de Génération nation (branche jeune du RN). Il devient conseiller régional d'Île-de-France en 2015, il est réélu en 2021 mais démissionne de son mandat en 2025.
Aux élections européennes de 2019 en France, il conduit la liste du RN. Élu député européen, durant lequel il siège à la commission des pétitions, il devient peu après deuxième vice-président du parti. Il est candidat tête de liste aux élections régionales de 2021 en Île-de-France.
Il est ensuite nommé premier vice-président du RN par Marine Le Pen, assurant ainsi la fonction de président du parti par intérim durant la campagne présidentielle de celle-ci en 2022. Lors du congrès du RN de la même année, il est élu président du parti face à Louis Aliot. Réélu député européen en 2024, il prend la tête du groupe Patriotes pour l'Europe au Parlement européen.

## Situation personnelle

### Origines familiales et enfance
Jordan Bardella naît le 13 septembre 1995 à Drancy, en Seine-Saint-Denis.
Enfant unique, il est le fils d'un patron de PME spécialisée dans les distributeurs automatiques de boissons et d'une agent territorial spécialisé des écoles maternelles (ATSEM),, ; son père, Olivier Bardella, né en 1968 à Montreuil en Seine-Saint-Denis, est d'origine italienne et franco-algérienne et sa mère, Luisa Bertelli-Motta, née en 1962 à Turin, est d'origine italienne,. Il a les trois quarts de ses racines en Italie.
Sa famille maternelle a quitté le triangle industriel italien dans les années 1960. Le grand-père paternel de Jordan Bardella, Guerrino Bardella (né en 1944), originaire d'Alvito dans le Latium italien, est arrivé en France, à Montreuil, en 1960, et a épousé, en 1963, Réjane Mada, née en 1944 à La Ferté-sous-Jouarre en Seine-et-Marne. Il exerce la profession de menuisier-ébéniste. Réjane Mada, la grand-mère paternelle de Jordan Bardella, est la fille d'un Algérien de Kabylie, Mohand Séghir Mada (1903-1974), né à Guendouz, dans la commune d’Aït R'zine, venu en France dans les années 1930 pour travailler dans une manufacture de teinturerie et comme manœuvre dans le bâtiment à Villeurbanne, et de son épouse, Denise Annette Jaeck, une Parisienne d'origine alsacienne,,. Par la suite, Guerrino Bardella et Réjane Mada divorcent et Guerrino s’installe à Casablanca au Maroc, où il épouse en deuxième noces une Marocaine, prénommée Hakima. Jeune Afrique remarque qu'autant Bardella « s’est déjà exprimé sur sa filiation italienne, autant il n’a… jamais dit un mot sur les origines algériennes d’une partie de sa famille ».
Il grandit en garde alternée, avec sa mère dans une cité HLM, de sa ville natale et est scolarisé dans l'enseignement privé, passant les week-ends et les mercredis chez son père dans un quartier favorisé de Montmorency dans le Val-d'Oise. Le Monde souligne combien Bardella a mis en avant rétrospectivement ses origines dionysiennes et les difficultés financières de sa mère, alors qu'il a en réalité bénéficié d'une jeunesse privilégiée grâce à son père (scolarisation en écoles privées catholiques, voiture Smart offerte, mise à disposition d'un appartement à Montmorency, long voyage aux États-Unis, etc.),.
Il crée une chaîne YouTube notamment consacrée à la série de jeux vidéos Call of Duty, sous le nom MrJordan9320. Il est suivi par plusieurs milliers de personnes.

### Formation
Jordan Bardella effectue ses études secondaires au lycée privé Jean-Baptiste-de-La-Salle, à Saint-Denis. Il donne des cours de français à des migrants, et s'inscrit dans le même temps au Front national, ce qui suscite l'incompréhension de son entourage scolaire,. Il obtient un baccalauréat économique et social en 2013 avec la mention très bien.
Après son échec au concours d'entrée de l'Institut d'études politiques de Paris,, il rejoint l'université Paris-IV Sorbonne où il s’inscrit en licence de géographie, en parallèle d'une double licence histoire et espagnol. S’il valide sa première année de géographie, il met cependant un terme à son parcours en double licence. Il milite à l'Union nationale inter-universitaire (UNI), dont il dit être parti au bout de quelques mois. Il travaille également quelque temps au sein de l'entreprise de son père.
Il arrête rapidement ses études sans obtenir de diplôme et se consacre à la politique,,.

### Vie privée
D'abord en couple avec Kelly Betesh, il entretient en 2017-2018 une relation avec Kerridwen Chatillon, issue de l'univers du GUD et fille de Frédéric Chatillon, et de Marie d'Herbais, animatrice régulière du blog vidéo de Jean-Marie Le Pen.
Il est en couple avec Nolwenn Olivier de 2020 à 2024. Elle est la fille de Marie-Caroline Le Pen, sœur aînée de Marine Le Pen, et de Philippe Olivier. On lui reproche d'être favorisé au sein du Rassemblement national en raison de sa proximité avec la famille Le Pen.
En 2019, il acquiert un appartement à Garches (Hauts-de-Seine) et s'inscrit en 2024 sur les listes électorales de cette commune.
Sur le plan religieux, il n'est pas baptisé mais « assume l'héritage au moins culturel chrétien » de ses parents et se définit comme agnostique.

## Parcours politique

### Débuts au sein du Front national
En 2012, à l'âge de 17 ans, Jordan Bardella adhère au Front national,,, principal parti d'extrême droite en France,,. Il indique avoir pris sa carte « pour Marine Le Pen plus que pour le Front national ».
Il devient secrétaire départemental du FN de Seine-Saint-Denis en 2014, ce qui fait de lui le plus jeune responsable départemental du parti. Il se rapproche alors de Frédéric Chatillon. Il est chargé en 2015 de la question des banlieues au sein du FN.
Du 16 février au 30 juin 2015, il est assistant parlementaire du député européen FN Jean-François Jalkh. Libération souligne qu'il est « plus que discret » à ce poste, à une époque où les collaborateurs des parlementaires européens FN n’avaient pas toujours de « travail effectif », selon Marine Le Pen ; Jordan Bardella n'est cependant pas inquiété dans l'affaire des assistants parlementaires au Parlement européen.
Avec Christine Prus, il est candidat aux élections départementales de 2015 dans le canton de Tremblay-en-France ; le binôme est battu au second tour avec 41 % des voix. Lors des élections régionales de la même année, il se présente sur la liste conduite en Île-de-France par Wallerand de Saint-Just, en tant que tête de liste FN en Seine-Saint-Denis, ce qui lui permet d'être élu conseiller régional.
En janvier 2016, il lance le collectif Banlieues patriotes, pour développer un électorat en périphéries urbaines. Selon Le Journal du dimanche, il est « lancé par Florian Philippot, qui l'avait envoyé faire sa première télé et placé à la tête de l'éphémère collectif Banlieues Patriotes ».
Jordan Bardella est membre de l'équipe de campagne de Marine Le Pen pour l'élection présidentielle de 2017. Candidat aux élections législatives de 2017 dans la douzième circonscription de la Seine-Saint-Denis, il est éliminé au premier tour avec 15 % des suffrages exprimés,.
Il fait progressivement l'objet d'un travail de façonnage, son ancien coach en communication Pascal Humeau le décrivant comme une « coquille vide » qui a dû apprendre à avoir l'air « sympa ».

### Vice-président du Rassemblement national

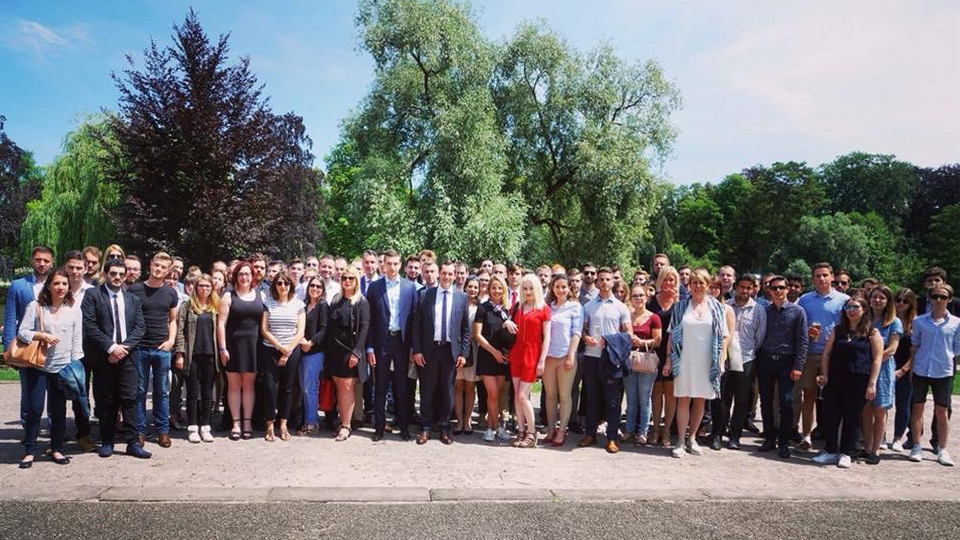
Jordan Bardella et des membres de Génération nation en 2018.

Le 21 septembre 2017, après la démission de Florian Philippot du FN, Marine Le Pen, qui souhaite faire émerger une nouvelle génération de responsables au sein du parti, nomme Julien Sanchez, Sébastien Chenu et Jordan Bardella porte-parole du Front national,. En mars 2018, à l'issue du XVIe congrès du Front national, il intègre le bureau national du parti. Le 12 mars 2018, Marine Le Pen le nomme directeur national du Front national de la jeunesse (FNJ),, qui devient ensuite Génération nation (GN), « clin d'œil » selon lui au mouvement Générations Le Pen de 2002, ou au mouvement radical Génération identitaire,.
Le 16 juin 2019, il devient deuxième vice-président du RN et intègre le bureau exécutif du parti,. Lors du congrès de juillet 2021, il est nommé premier vice-président.

### Tête de liste aux élections européennes de 2019
Marine Le Pen désigne Jordan Bardella comme tête de liste du RN aux élections européennes de 2019 en France. Le journal Libération le décrit comme la « marionnette de Marine Le Pen » ou même comme la « caution moderniste d'une formation politique en fin de refondation ». Jordan Bardella paraît alors novice pour beaucoup d'électeurs.
La liste RN arrive en tête du scrutin avec 23,3 % des suffrages exprimés, moins d'un point devant celle de La République en marche, parti du président Emmanuel Macron,. Jordan Bardella devient alors à 23 ans le deuxième plus jeune député européen élu depuis les premières élections des représentants au Parlement européen, en 1979, après l'Allemande Ilka Schröder, élue à 21 ans.
Au Parlement européen, Jordan Bardella siège avec les députés européens français du RN au sein du groupe Identité et démocratie (ID). Il n'y siège que dans la commission des pétitions (PETI). Il ne siège ni ne préside dans aucune commission législative du Parlement européen,.

### Élections régionales de 2021 en Île-de-France
Aux élections régionales de 2021 en Île-de-France, il conduit la liste du RN, qui obtient 13,1 % des suffrages exprimés au premier tour puis 10,8 % au second, soit une baisse de respectivement cinq et six points par rapport aux élections de 2015, tandis que la liste de droite conduite par Valérie Pécresse l'emporte avec 46 % des voix,. Selon le journaliste Richard Werly, ce mauvais score s'explique notamment par son « incapacité de trouver un angle thématique régional convaincant malgré son ancrage familial » et par son « absence de « profondeur » dans une région universitaire » alors qu'il a abandonné ses études supérieures. Élu d'opposition, il démissionne de son mandat en février 2025 dans un contexte de fort taux d'absentéisme (73 % en 2023).

### Président du Rassemblement national

#### Par intérim
Lors du XVIIe congrès du RN, qui se tient en juillet 2021 à Perpignan, il est le candidat le mieux élu au conseil national du parti et se voit nommé premier vice-président par Marine Le Pen. À ce titre, il doit assurer la présidence par intérim du RN pendant la campagne présidentielle à venir, alors que Louis Aliot avait fait part de son intérêt pour assurer cette charge durant la mise en retrait de Marine Le Pen. Le 12 septembre, Marine Le Pen, à la tête du parti depuis dix ans, confirme son départ, Jordan Bardella lui succédant le lendemain à titre intérimaire, conformément aux statuts révisés à l'occasion du dernier congrès.
Durant la campagne présidentielle de 2022, Le Monde estime qu'« il a, désormais, tout du professionnel de la politique : l'aisance oratoire, le verbe affûté et cette image bien lisse qui convient à la stratégie de normalisation du parti d'extrême droite » ; mais également que « son discours est le même que celui de ses prédécesseurs sur l'insécurité, l'immigration ou l'islamisme ». Quelques jours après le second tour de l'élection présidentielle — et la victoire d'Emmanuel Macron —, Jordan Bardella annonce qu'il conserve la fonction jusqu'au 10 septembre suivant.

#### Élection en 2022

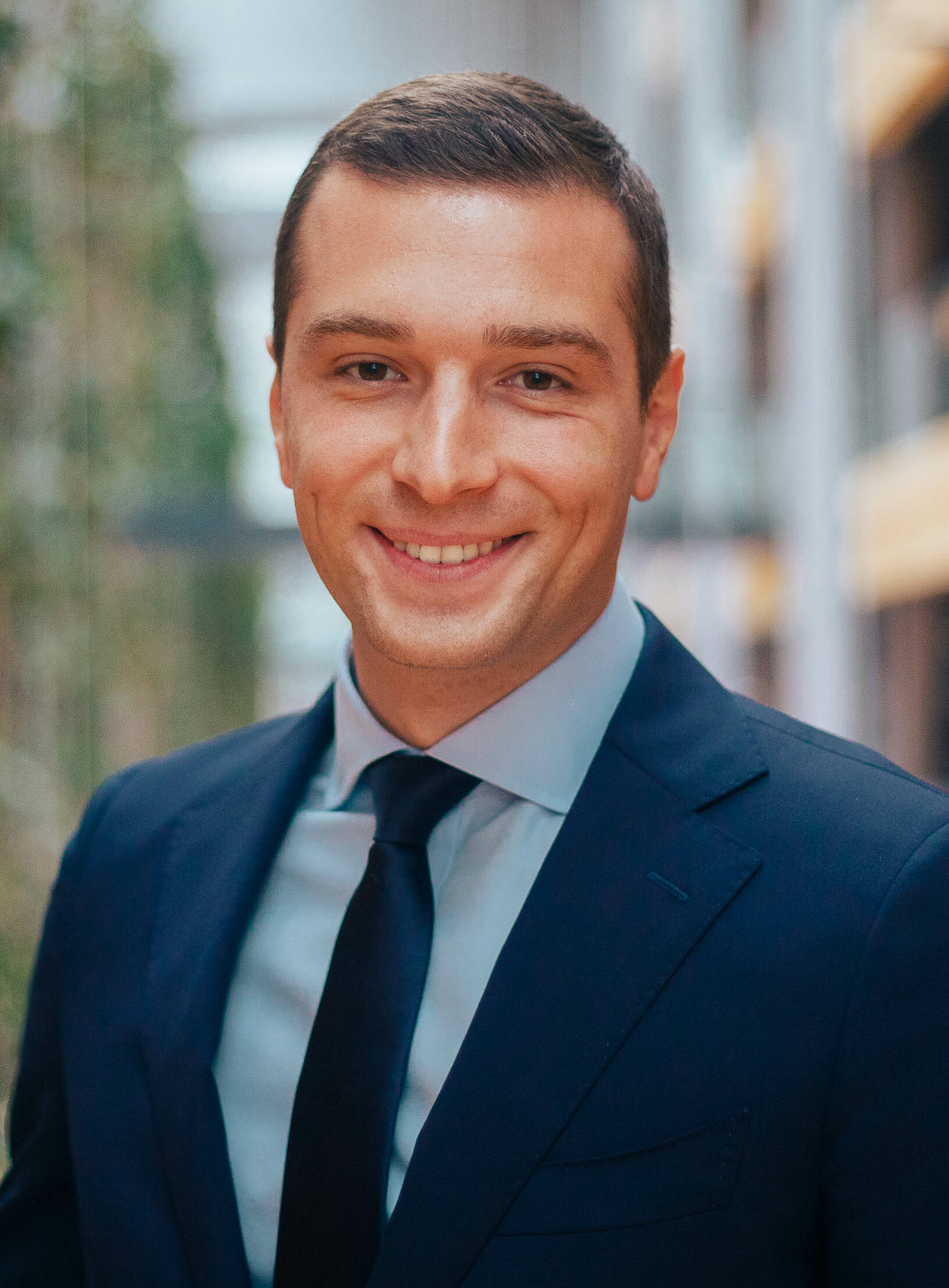
Jordan Bardella en 2022.

Le 31 août 2022, il annonce sa candidature à la présidence du Rassemblement national. Il fait face au maire de Perpignan, Louis Aliot. Il bénéficie de l'appui d'une large majorité de cadres,. Selon le politologue Gilles Ivaldi, « Jordan Bardella incarne cette montée en puissance des jeunes [au sein du parti] alors que Louis Aliot, même s'il n'est pas vieux, est perçu comme l'ancien FN. Par ailleurs, Jordan Bardella bénéficie d'une notoriété plus importante ». Gilles Ivaldi estime également que « Louis Aliot incarne plutôt une extrême droite national-conservatrice quand Jordan Bardella est plus proche des identitaires ».
Les résultats de l'élection sont proclamés le 5 novembre, lors du XVIIIe congrès du Rassemblement national : Jordan Bardella est élu avec 84,8 % des 26 000 voix exprimées. Pour la première fois depuis la fondation du parti cinquante ans plus tôt, ce n'est pas un Le Pen qui est élu à sa tête, bien que Bardella fasse part de sa volonté de poursuivre dans la continuité de Marine Le Pen,.
Son élection s'accompagne de critiques. S'il consent à nommer quelques alliés de Louis Aliot au sein des instances du parti, Jordan Bardella écarte du bureau exécutif Steeve Briois et Bruno Bilde, tous deux proches de Marine Le Pen et figures du « clan d'Hénin-Beaumont », dont l'influence était sortie renforcée du précédent congrès. Steeve Briois dénonce une « purge » et une « re-radicalisation » du parti. Selon Mediapart, sa victoire est aussi celle de l'association étudiante d'extrême droite « GUD Connection », un « réseau informel d'anciens militants de l'organisation étudiante Groupe union défense reconvertis en entrepreneurs, dont les structures travaillent pour les campagnes du parti depuis 2011 », et dont les piliers sont Frédéric Chatillon et Axel Loustau : ceux-ci soutiennent activement Jordan Bardella depuis plusieurs années, tandis que ce dernier a choisi une agence gérée par ce réseau, e-Politic, pour assurer la communication de ses campagnes.
L'universitaire Périne Schir indique fin 2023 que depuis l'élection de Jordan Bardella, les réseaux nationalistes Groupe union défense (GUD) et de la Nouvelle Droite « ont retrouvé un rôle de premier plan au RN, par le biais du groupe ID au Parlement européen » (où siège Jordan Bardella) : Philippe Olivier, membre du bureau exécutif du RN, également eurodéputé et souvent cité comme l’un des mentors de Jordan Bardella (dont il a été le beau-père), joue un rôle moteur pour le lien avec la Nouvelle Droite ; tandis que le cercle du GUD entretient des liens d'affaires.

### Tête de liste aux élections européennes de 2024
Le 3 septembre 2023, il annonce qu'il sera tête de liste du RN aux élections européennes de 2024 en France. Avec 31,37 % des suffrages exprimés et 30 sièges, la liste qu'il conduit arrive en première position devant la liste de la majorité présidentielle menée par Valérie Hayer (14,60 % et 13 sièges).
Il prend la tête du troisième groupe du Parlement européen, Patriotes pour l’Europe, initié par Viktor Orban. Ce dernier donne pour objectifs au groupe d’extrême droite de se positionner contre le « soutien militaire à l’Ukraine » et contre « l’immigration illégale » et pour la « famille traditionnelle » et « alléger les contraintes environnementales ». Un des six vice-présidents de ce groupe est l'Italien Roberto Vannacci,. Jordan Bardella rejoint par ailleurs la commission des affaires étrangères du Parlement européen (AFET), ce qui est décrit par Euractiv comme « l'occasion de prendre de l'épaisseur sur les dossiers internationaux ».

## Prises de position

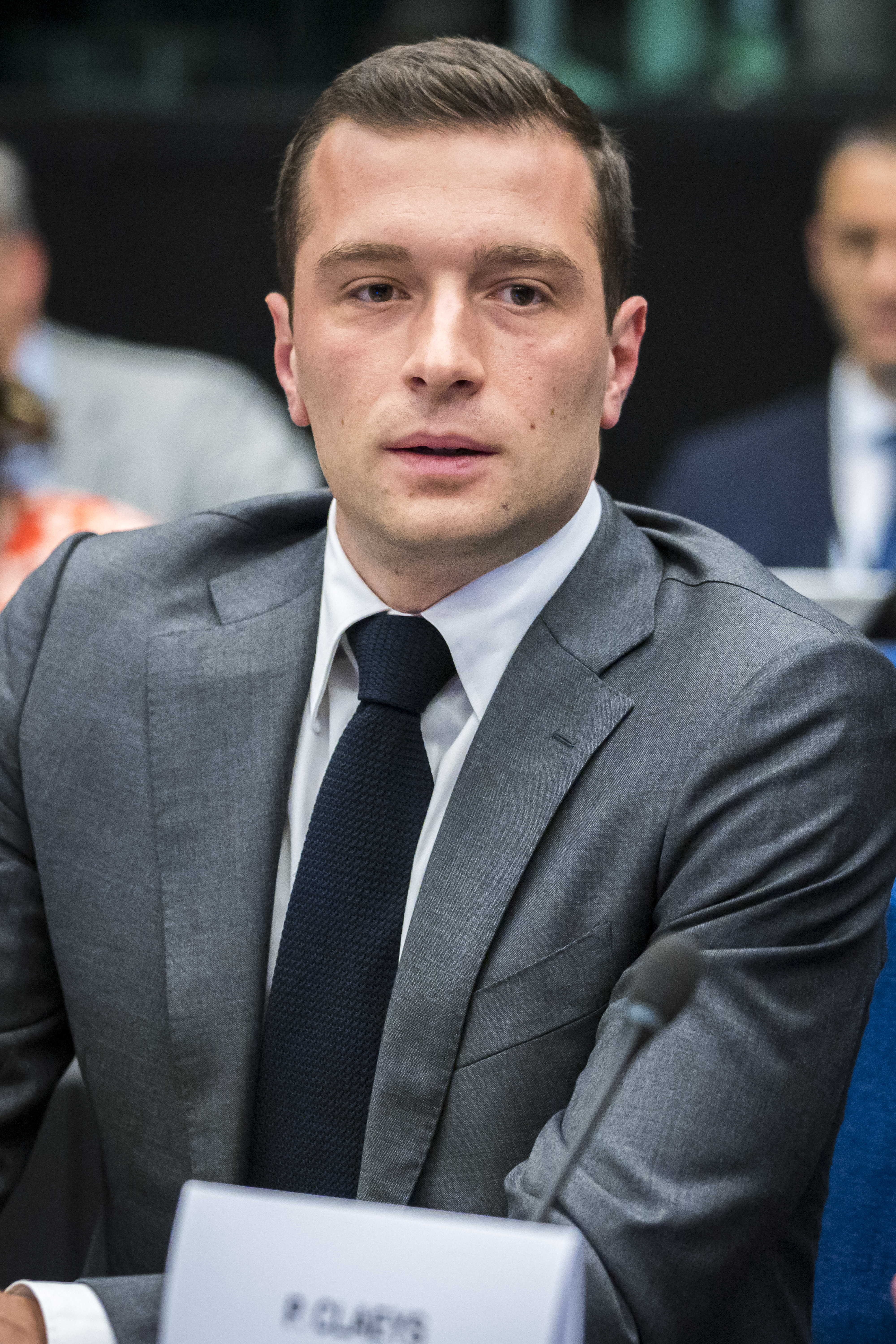
Jordan Bardella au Parlement européen en 2024.

### Opposition à l'immigration
Durant la campagne des élections européennes de 2019, Jordan Bardella affirme que les deux priorités pour la génération à laquelle il appartient sont la crise migratoire et la crise environnementale. Il estime « que s'il y a une responsabilité humaine, dans ce qui apparaît comme un réchauffement climatique, il en va de notre modèle économique », et s'oppose à la multiplication des traités de libre-échange.
Jordan Bardella adhère à la théorie raciste et complotiste du grand remplacement. Le Monde indique qu'il met en avant la théorie lors de ses discours aux militants « en usant de toutes les périphrases possibles pour ne pas l'appeler « grand remplacement » car l'expression a été bannie par Marine Le Pen ».
Il souhaite également « couper les aides sociales aux personnes présentes en France de façon clandestine ».

### Questions sociales et sociétales
Il prend position contre le mariage homosexuel, estimant que celui-ci crée les conditions d'une ouverture à la gestation pour autrui ou à la procréation médicalement assistée. Néanmoins, il affirme en 2019 considérer « comme une majorité de Français, que le mariage pour tous est désormais un acquis » et renvoie ses opposants à l'utilisation du référendum d'initiative citoyenne, que le RN entend instaurer. Il se prononce en faveur de l'autorisation du cannabis à usage thérapeutique, mais en défaveur de sa légalisation générale.
En 2023, il publie une vidéo sur YouTube dans laquelle il s'exprime à propos de ChatGPT, qu'il désigne comme « l'autre grand remplacement ». Il s'inquiète du dépassement des capacités humaines et cognitives par la technologie.

### Proximités politiques
Selon Le Monde, Jordan Bardella peut « se targuer d'avoir tissé quelques liens » avec l'ancien ministre de l'Intérieur italien Matteo Salvini, qu'il qualifie de modèle. Il est également réputé proche de Frédéric Chatillon — il est un temps en couple avec l'une des filles de ce dernier —, et un temps de Florian Philippot. Toutefois, il déclare lui-même n'être proche « que de Marine Le Pen ».
En 2016 et 2017, il fréquente le Cercle Pouchkine, une officine pro-Kremlin liée au Dialogue franco-russe, crée par Thierry Mariani en 2015.
En 2021, il publie sur Facebook plusieurs contenus de soutien à Génération identitaire, dont le ministre de l'Intérieur Gérald Darmanin a annoncé la dissolution, conduisant le réseau social à les supprimer et à bloquer temporairement certaines fonctionnalités de son compte, alors suivi par 122 000 abonnés.
Lors de la pandémie de Covid-19, il apporte son soutien à l'infectiologue Didier Raoult.

### Questions économiques
Jordan Bardella revendique un « programme économique en faveur du business et de l'entrepreneuriat » et critique une France « championne d’Europe des impôts et des taxes ». Il réclame ainsi la suppression de la contribution sociale de solidarité des sociétés, servant au financement de l'assurance vieillesse, et de la cotisation sur la valeur ajoutée des entreprises (CVAE). Deux impôts qui, selon le quotidien Libération, concernent principalement les entreprises du CAC 40. Il salue la décision d'Emmanuel Macron de réduire le taux de l'impôt sur les sociétés à 25 %. Il soutient par ailleurs le versement du RSA conditionné à 15 heures d’activité obligatoires, et revient, en juin 2024, sur la promesse du Rassemblement National d’abroger la réforme des retraites s’il parvient au pouvoir.
D'après Le Monde, le positionnement à droite de Jordan Bardella sur les questions économiques correspond aussi à une répartition des rôles avec Marine Le Pen, celle-ci ciblant en priorité les classes populaires et lui les classes moyennes supérieures et les retraités.

### Environnement, climat et écologie
Ses prises de position sur les questions environnementales et écologiques se caractérisent par une volonté de clivage idéologique politique. Fervent défenseur de la voiture, il se positionne en faveur de la consommation de viande et « en lutte contre les contraintes en faveur de l'environnement ». L’essayiste Pierre Madelin affirme que le parti qu'il dirige fait preuve d’opportunisme pour s’approprier la thématique climat et la mettre au service de thématiques identitaires et nationalistes. Il déclare ainsi que « Le meilleur allié de l'écologie, c'est la frontière » et lance aux côtés de Marine Le Pen la campagne « Stop aux éoliennes », ces dernières étant considérées par Jordan Bardella comme un « drame pour l’environnement ».
Sur les politiques gouvernementales, il dénonce en 2019 la « surenchère » de La République en marche en matière d'écologie. Le Rassemblement national propose sous sa direction de supprimer les zones à faibles émissions avec une proposition de loi, qualifiant ces dernières de « mesure séparatiste ».
Début 2024, Jordan Bardella profite du mouvement des agriculteurs de 2024 en France pour lancer une offensive contre « l'écologie punitive », qu'il désigne par « les normes restrictives adoptées en France et en Europe pour restaurer la biodiversité et réduire les émissions de CO2 ». Il alimente un clivage entre « les élites contre le peuple, les urbains contre les ruraux » pour mobiliser son électorat. Le Monde remarque cependant que Jordan Bardella n'aborde jamais la question du partage de « la valeur et la responsabilité » entre l'industrie agroalimentaire et la grande distribution, jugée cruciale, notamment par les éleveurs, et qu'il n'aborde jamais non plus le sujet du changement climatique et ses conséquences sur l'agriculture. Interviewé le 29 janvier 2024, il déclare, à propos du Premier ministre Gabriel Attal, « j’attends qu’il renonce au Green Deal ».

### Énergies
En mai 2024, durant la campagne des élections européennes de 2024, il promet le « retour au paradis énergétique français » lors d'une visite à la centrale à charbon Émile-Huchet de Saint-Avold, en Moselle,, et se positionne contre le développement des énergies renouvelables, qu'il qualifie d'« énergies intermittentes », donc « non fiables ». Une analyse du journal Le Monde sur la proposition d'arrêt du développement des énergies renouvelables formulée par Jordan Bardella conclut que cet arrêt aurait pour effets des factures d’énergie plus élevées pour les Français, des émissions de gaz à effet de serre en hausse, et une dépendance plus grande aux importations.
Durant cette même campagne, il indique vouloir lever les interdictions liées à la mise en location des logements classés G, F et E, dits « passoires thermiques », ces interdictions étant des mesures prises dans le cadre de la loi Climat et Résilience pour inciter les propriétaires à faire des travaux d'isolation dans le cadre de la lutte contre l'« habitat indigne » et la précarité énergétique.

### Relations internationales
En février 2023, Jordan Bardella applaudit un discours de Volodymyr Zelensky au Parlement européen, contre l'avis de son groupe parlementaire. Au sujet de la guerre russo-ukrainienne, il estime que Vladimir Poutine mène une guerre contre l'Occident et qu'« il y a entre la France et la Russie une guerre d'intérêt et une guerre d'influence qui s'étend jusqu'à l'Afrique ». Il déclare également qu'il ne peut y avoir d'issue à cette guerre « sans le retrait des troupes russes et sans le retour à une souveraineté pleine et entière de l'Ukraine dans les territoires aujourd'hui occupés par la Russie ». Son entourage précise cependant à Libération que cette déclaration ne concerne pas la Crimée et les autres territoires contrôlés par les sécessionnistes depuis la guerre du Donbass,. La Tribune analyse que « Jordan Bardella est sur la ligne pro-américaine de Giorgia Meloni » alors que « Marine Le Pen est sur celle de Matteo Salvini, affichant ses convictions pro-russes ».
En juillet 2024, au parlement européen, il vote contre une résolution d’aide à l’Ukraine dans le contexte de l’invasion de l'Ukraine par la Russie.

## Affaires judiciaires

### Mise en examen pour propos diffamatoire
Le 11 octobre 2021, au lendemain de la réélection d'Ali Rabeh à la tête de la mairie de Trappes, Jordan Bardella publie un communiqué critique dans lequel il demande sa révocation et la mise sous tutelle de la commune. Le 1er février 2022, il annonce être mis en examen à la suite d'une plainte pour diffamation de l'intéressé visant ce passage du communiqué : « Alors que le gouvernement reste passif devant la constitution de Républiques islamiques en miniature, il est urgent d'interrompre cette conquête de nos territoires ». Le lendemain, les deux hommes s'expliquent face à face sur le plateau de Touche pas à mon poste !.

### Soupçon d'emploi fictif
En 2019, Challenges affirme que Jordan Bardella a été assistant à mi-temps de l'eurodéputé Jean-François Jalkh lors de l'année 2015 et qu'il a été identifié en 2017 par le Parlement européen comme pouvant faire partie des assistants liés à « un usage irrégulier de l'indemnité » d'assistance parlementaire,. Le Canard enchaîné affirme ensuite qu'il fait l'objet de soupçons dans le même sens de la part de l'Office européen de lutte antifraude, depuis 2016. Cependant, malgré son faible niveau d'activité, il n'est pas inquiété dans le cadre de l'affaire des assistants parlementaires du Front national au Parlement européen.
En mai 2024, alors que le procès de l'affaire est annoncé pour l'automne, Challenges réitère son information et affirme que Jordan Bardella, alors âgé de 19 ans, a été employé à mi-temps par Jean-Francois Jalkh pour 1 470 € net par mois. Une rémunération qui ne collerait pas, selon les enquêteurs, avec ses compétences de l’époque et les missions qui lui ont été confiées au sein du Parlement européen.
En septembre 2024 paraît La Machine à gagner, un livre du journaliste de Libération Tristan Berteloot, qui affirme que Jordan Bardella aurait aidé à produire de fausses preuves de travail pour justifier a posteriori son activité d’assistant parlementaire,,. Jordan Bardella nie les accusations, affirme n'avoir « jamais eu à justifier quoique ce soit ni même à fournir le moindre document », et annonce vouloir porter plainte contre Libération,.
Dov Alfon le directeur de la publication du quotidien Libération est mis en cause pour diffamation pour un article paru le 26 septembre 2023. L'audience s'est tenue le 31 janvier 2025. Jordan Bardella a aussi porté plainte pour les articles et le livre parus en 2024, mais les audiences ne se sont pas encore tenues. Le 21 mars 2025 Jordan Bardella perd son procès en diffamation, accordant le droit à Libération de titrer que Jordan Bardella est « un assistant parlementaire fantôme ».
Le 25 mars 2025, selon Libération, une plainte est déposée contre Jordan Bardella et Jean-François Jalkh, par l'Association de défense écologiste de la démocratie et des libertés (Adelibe) pour « escroquerie ». L'association anti-corruption réalise cette action à la suite des accusations du journal publiées en septembre 2024.

## Controverses et polémiques

### Antisémitisme de Jean-Marie Le Pen
Le 5 novembre 2023, Jordan Bardella déclare sur BFM TV « ne pas croire que Jean-Marie Le Pen était antisémite », malgré ses   nombreuses condamnations par la justice à ce sujet, dont en 1990, pour sa minimisation du programme génocidaire porté avec les chambres à gaz par l'Allemagne nazie ; propos que le président d'honneur du Front national maintient en 2015. Quelques mois plus tard, il revient sur ses propos reconnaissant une maladresse admettant que les propos de Jean-Marie Le Pen étaient des « propos éminemment antisémites ».

### Accusations de propos racistes et homophobes sur Twitter
Le 18 janvier 2024, dans l'émission Complément d'enquête, trois anciens proches de Jordan Bardella affirment que ce dernier tenait et utilisait, entre 2015 et 2017, un compte Twitter anonyme dénommé par le pseudonyme « RepNat du Gaito », sur lequel il aurait tenu des propos racistes et homophobes, insulté des journalistes et glorifié Jean-Marie Le Pen. Sur la base de deux autres sources autrefois proches de Jordan Bardella, Libération confirme l'information. De plus, Marine Le Pen est abonnée à ce compte Twitter jusqu'à la révélation de Complément d’enquête. L'intéressé conteste cependant le fait que ce compte lui appartienne,.
L'attaché de presse du parti,, Victor Chabert, accuse Complément d'enquête de diffamation et déclare que la chaîne sera poursuivie en justice. France 2 aurait reçu une mise en demeure le jour même.

### Absentéisme
Jordan Bardella est régulièrement pointé du doigt pour son absentéisme au Parlement européen, et pour son absence de travail parlementaire. Contrairement à la plupart des eurodéputés, il n'est inscrit que dans une seule commission (celle des pétitions), la moins influente. Plusieurs journaux rapportent son inaction en commission et le fait qu'il n'y a été à l'origine d'aucun rapport. Il se distingue aussi par un nombre d'amendements déposés particulièrement faible : 21 en cinq ans (contre 3 460 pour Manon Aubry ou 1 200 pour François-Xavier Bellamy durant la même période). Aussi, les chiffres de 94 % d'assiduité aux votes en séances plénières qu'il avance régulièrement pour justifier de son taux de présence correspondent en réalité seulement à des activités minimes et secondaires dans l'activité réelle d'un député européen, et le placent là encore au 61e rang sur les 79 eurodéputés français. En parallèle, il cumule par exemple 70 % d'absences lors des réunions de sa commission entre juillet 2019 et décembre 2023.
De même, au premier semestre 2022, il cumule 100 % d'absence au conseil régional d'Île-de-France où il est élu.
Ces absences lui valent d'être qualifié d'« assisté » et de « député fantôme » ou surnommé Jordan « Bard-est-pas-là » par certains de ses adversaires,.

### Amateurisme
Jordan Bardella est soupçonné d'amateurisme. Le 23 janvier 2025, alors qu'il est élu au Parlement européen depuis 2019, il demande à la présidente de séance un rappel au règlement sur des propos tenus en Suisse par la présidente de la Commission européenne, se basant sur l'article 133, alors même que cet article porte uniquement sur des décisions prises au sein des instances ou des déclarations faites en son sein. Il est donc recadré par Sabine Verheyen, celle-ci ne le laissant pas terminer sa requête, manifestement mal préparée,,.

### Annulation de sa participation au meeting de la CPAC
À quelques heures de sa première intervention publique à Washington, Jordan Bardella annule sa participation au meeting de la Conservative Political Action Conference (CPAC) à la suite d'un « geste faisant référence à l’idéologie nazie » exécuté par Steve Bannon. Ce dernier, ancien conseiller de Donald Trump, réplique à cette annulation de dernière minute en déclarant : « S’il n’a pas les couilles de venir ici, et d’affronter ces médias, c’est une fillette, et une fillette ne va pas diriger la France ».

## Synthèse des résultats électoraux

### Élections européennes
Les résultats ci-dessous concernent uniquement les élections où il est tête de liste.
| Année | Parti     | Parti | Circonscription | Voix      | %     | Rang    | Sièges  |
| ----- | --------- | ----- | --------------- | --------- | ----- | ------- | ------- |
| 2019  |           | RN    | France          | 5 286 939 | 23,34 | 1er     | 23 / 79 |
| 2024  | 7 765 670 | RN    | France          | 31,37     | 1er   | 30 / 81 |         |

### Élections législatives
| Année | Parti | Parti | Circonscription             | 1er tour | 1er tour | 1er tour | Issue   |
| Année | Parti | Parti | Circonscription             | Voix     | %        | Rang     | Issue   |
| ----- | ----- | ----- | --------------------------- | -------- | -------- | -------- | ------- |
| 2017  |       | FN    | 12e de la Seine-Saint-Denis | 3 886    | 15,06    | 3e       | Éliminé |

### Élections régionales
Les résultats ci-dessous concernent uniquement les élections où il est tête de liste.
| Année | Parti | Parti | Région        | 1er tour | 1er tour | 1er tour | 2d tour | 2d tour | 2d tour | Sièges   |
| Année | Parti | Parti | Région        | Voix     | %        | Rang     | Voix    | %       | Rang    | Sièges   |
| ----- | ----- | ----- | ------------- | -------- | -------- | -------- | ------- | ------- | ------- | -------- |
| 2021  |       | RN    | Île-de-France | 285 115  | 13,14    | 2e       | 253 001 | 10,79   | 3e      | 16 / 209 |

### Élections départementales
| Année | Parti | Parti | Canton             | Binôme         | 1er tour | 1er tour | 1er tour | 2d tour | 2d tour | 2d tour | Issue |
| Année | Parti | Parti | Canton             | Binôme         | Voix     | %        | Rang     | Voix    | %       | Rang    | Issue |
| ----- | ----- | ----- | ------------------ | -------------- | -------- | -------- | -------- | ------- | ------- | ------- | ----- |
| 2015  |       | FN    | Tremblay-en-France | Christine Prus | 4 748    | 30,33    | 1er      | 6 768   | 41,04   | 2e      | Battu |

## Publication
- Ce que je cherche, Paris, Fayard, 9 novembre 2024, 348 p. (ISBN 978-2213731384)[173]